# Tamer Hassan
Tamer Hassan (ur. 18 marca 1968 w Londynie) – brytyjski aktor telewizyjny i filmowy.

## Życiorys
Urodził się i dorastał w Londynie, w surowej dzielnicy New Cross w rodzinie turków cypryjskich. Trenował boks i piłkę nożną. Po kontuzji bokserskiej, trafił do klubów nocnych i restauracji. Był fanem Millwall F.C. Wkrótce został właścicielem, prezesem i trenerem klubu piłkarskiego Greenwich Borough, a także właścicielem klubu bokserskiego Eltham Gym.
Po raz pierwszy trafił przed kamery w filmie krótkometrażowym Dju! (2002). Potem pojawiał się w serialach: The Bill (2003), Murder City (2004) i Channel 4 The Comic Strip Presents (2005). W komedii Mleczarz (The Calcium Kid, 2004) z Orlando Bloomem zagrał rolę Pete’a Wrighta. W szóstym sezonie serialu HBO Gra o tron (2016) wystąpił jako Khal Forzho.

## Filmografia

### Filmy fabularne
- 1987: Bez wyjścia jako oficer na przyjęciu
- 2004: Mleczarz (The Calcium Kid) jako Pete Wright
- 2004: Kłopotliwy towar jako Villa
- 2004: Football Factory jako Fred
- 2004: Przekładaniec jako Terry
- 2005: Człowiek pies jako Georgie
- 2005: Batman: Początek jako kierowca limuzyny Fadena
- 2005: 7 sekund jako Rahood
- 2005: Biznes jako Charlie
- 2007: Wschodnie obietnice jako Chechen
- 2009: Gol 3 jako Ronnie
- 2009: City Rats jako Jim
- 2009: Droga bez powrotu 3: Zostawieni na śmierć jako Carlos Chavez
- 2009: Dead Man Running jako Nick
- 2010: Kick-Ass jako Matthew
- 2010: Starcie tytanów jako Ares
- 2011: Blood Out jako Elias
- 2011: The Double jako Boz

### Seriale TV
- 2001: Na sygnale jako Stan
- 2002: Sędzia John Deed jako Hussain Husaini
- 2007: Na sygnale jako Barry Rayfield
- 2008: EastEnders jako Ahmet
- 2009: Hotel Babylon jako Gomez
- 2010–2015: Agenci NCIS jako Agah Bayar
- 2014: 24: Jeszcze jeden dzień jako Basher
- 2016: Gra o tron jako Khal Forzho
- 2017: Przekręt jako Hate 'Em